# Tungebrækker
En tungebrækker er en eller flere sætninger, som anses at være vanskelig at udtale helt rigtig, eller at være vanskelig at udtale ved repetition. Tungebrækkere er ofte baseret på at have flere minimale fonempar i sætningen (f.eks [ç], [s] og [ʃ]), eller at have konsonanter med lukkelyd i begyndelsen og slutningen af hvert ord.

## Eksempler på tungebrækkere
- Brat bristede bispens gipsgebis
- Bispens gipsgebis gisper bittert
- Blege, bløde bøgeblade
- Fire flade flødeboller på et fladt flødebollefad
- Jeg plukker frisk frugt med en brugt frugtplukker
- Konstantinopolitanerinde
- Stativ, stakit, kasket
- Døde røde rødøjede rådne røgede ørreder

## Eksterne links
- Eksempler på tungebrækkere på Den Danske Online Ordbog

| Sprog | Spire Denne artikel om sprog er en spire som bør udbygges. Du er velkommen til at hjælpe Wikipedia ved at udvide den. |